# Risto Tiitola
Pour les articles homonymes, voir Tiitola.
Risto Tiitola (né le 24 avril 1915 à Tampere dans le Grand-duché de Finlande dans l'Empire russe et décédé le 20 novembre 2015 à Tampere en Finlande) est un joueur finlandais de hockey sur glace.

## Biographie
Risto Tiitola grandit dans une famille de joueur de hockey sur glace alors que le sport commence à ce développer dans le pays. Ses frères Martti, Jaakko, Matti et Jussi sont également des joueurs dans la SM-sarja. Après un cours passage avec le TaPa Tampere, il rejoint en 1932 le nouveau club de la ville, l'Ilves. En 1936, il fait partie de la formation qui permet au club de remporté son premier titre.
En 1939, la Finlande participe à son premier championnat du monde et Tiitola est sélectionné pour en être le capitaine. Tiitola joue avec l'Ilves jusqu'en 1941 où, à l'exception d'un court passage avec le Karhu-Kissat quelques années plus tard, il prend sa retraite. Il meurt le 20 novembre 2015 à l'âge de 100 ans. Considéré comme étant la première vedette de l'Ilves, la formation observe un moment de silence en son honneur avant le début de leur prochaine rencontre.

## Statistiques

### En club
| Saison    | Équipe        | Ligue    |                            | Saison régulière           | Saison régulière           | Saison régulière           | Saison régulière           | Saison régulière           |                            | Séries éliminatoires       | Séries éliminatoires       | Séries éliminatoires       | Séries éliminatoires | Séries éliminatoires |
| Saison    | Équipe        | Ligue    | PJ                         | B                          | A                          | Pts                        | Pun                        | PJ                         | B                          | A                          | Pts                        | Pun                        |                      |                      |
| 1930-1931 | TaPa Tampere  | SM-sarja | 3                          |                            |                            |                            |                            | -                          | -                          | -                          | -                          | -                          |                      |                      |
| 1932-1933 | Ilves Tampere | SM-sarja | 1                          | 1                          | 0                          | 1                          | 0                          | -                          | -                          | -                          | -                          | -                          |                      |                      |
| 1933-1934 | Ilves Tampere | SM-sarja | 3                          | 2                          | 0                          | 2                          | 0                          | -                          | -                          | -                          | -                          | -                          |                      |                      |
| 1934-1935 | Ilves Tampere | SM-sarja | 4                          | 2                          | 2                          | 4                          | 0                          | -                          | -                          | -                          | -                          | -                          |                      |                      |
| 1935-1936 | Ilves Tampere | SM-sarja | 6                          | 1                          | 4                          | 5                          | 0                          | -                          | -                          | -                          | -                          | -                          |                      |                      |
| 1936-1937 | Ilves Tampere | SM-sarja | 6                          | 2                          | 2                          | 4                          | 0                          | -                          | -                          | -                          | -                          | -                          |                      |                      |
| 1937-1938 | Ilves Tampere | SM-sarja | 4                          | 2                          | 2                          | 4                          | 0                          | -                          | -                          | -                          | -                          | -                          |                      |                      |
| 1938-1939 | Ilves Tampere | SM-sarja | 6                          | 2                          | 0                          | 2                          | 0                          | -                          | -                          | -                          | -                          | -                          |                      |                      |
| 1940-1941 | Ilves Tampere | SM-sarja | 7                          | 0                          | 0                          | 0                          | 0                          | -                          | -                          | -                          | -                          | -                          |                      |                      |
| 1944-1945 | Karhu-Kissat  | SM-sarja | Statistiques indisponibles | Statistiques indisponibles | Statistiques indisponibles | Statistiques indisponibles | Statistiques indisponibles | Statistiques indisponibles | Statistiques indisponibles | Statistiques indisponibles | Statistiques indisponibles | Statistiques indisponibles |                      |                      |

### En équipe nationale
| Année | Équipe   | Compétition          |   | PJ | B | A | Pts | Pun       |  | Résultat |
| 1939  | Finlande | Championnat du monde | 3 | 0  | 0 | 0 |     | 14e place |  |          |